# General Atomics
General Atomics es un centro de física nuclear y adjudicatario de programas de Defensa ubicado en San Diego, California. Además de otros productos, es el fabricante del UAV Predator.

## Grupo de negocios
El ámbito de negocios incluye:
- Grupo de tecnologías avanzadas
  - División de sistemas de procesado avanzado
  - División de Sistemas electromagnéticos
  - División de sistemas de ingeniería
  - Área nuclear

- Grupo de energía
  - Fusión nuclear
  - Reactores de potencia

- Grupo de combustible nuclear

## Compañías afiliadas

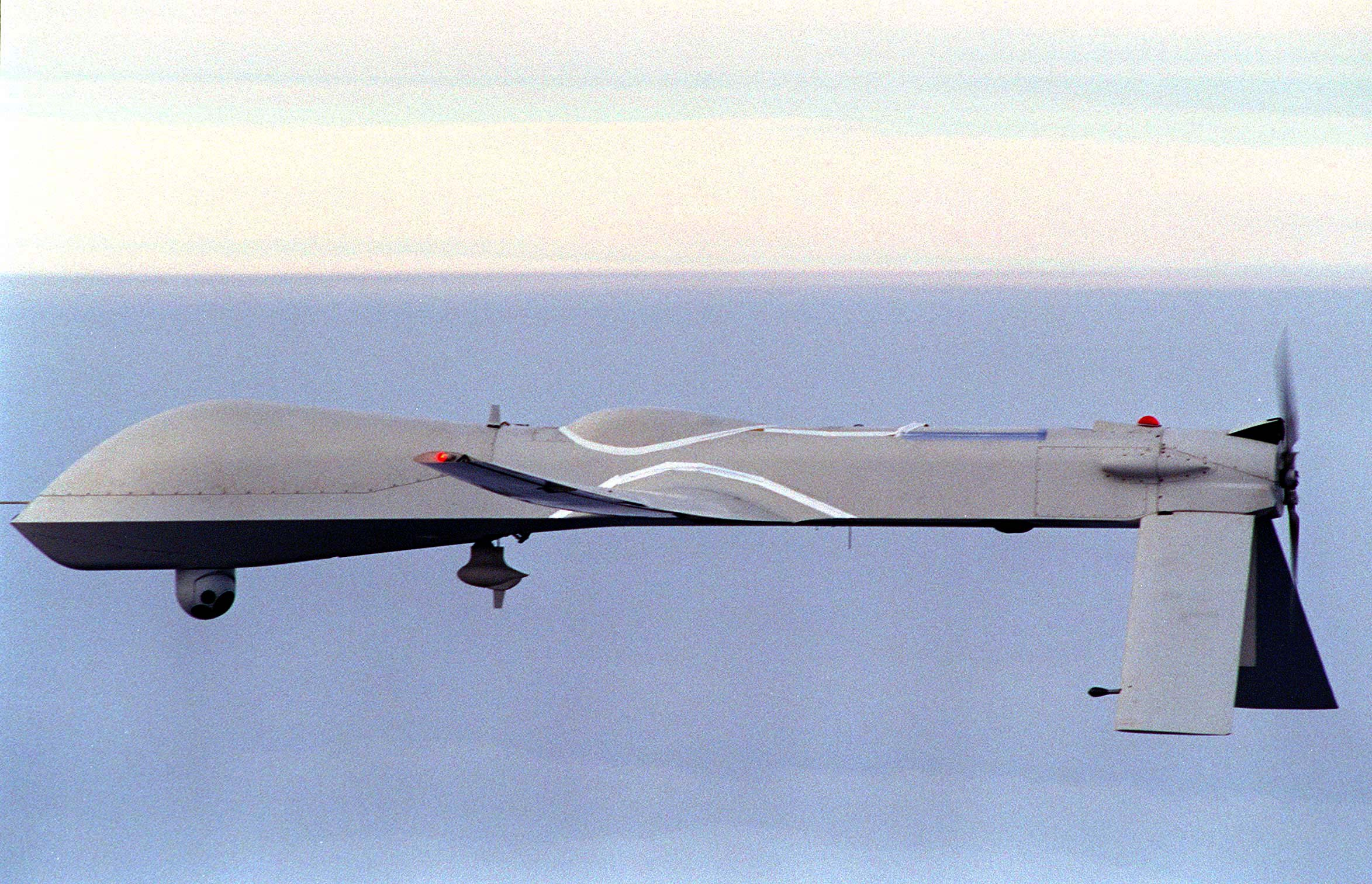
MQ-1 Predator.

- General Atomics Aeronautical Systems (GA-ASI)
  - Grupo de sistemas de aeronaves
  - Grupo de sistemas de reconocimiento
- Sistemas electrónicos de General Atomics
- ConverDyn
- Cotter Corporation
- Heathgate Resources Pty, Ltd.
- Nuclear Fuels Corporation
- Rio Grande Resources Corporation
- TRIGA International (with CERCA, a subsidiary of Areva)
- General Atomics Power Inverters